# У них є Батьківщина
«У них є Батьківщина» — радянський художній фільм, знятий на Кіностудії ім. М. Горького режисером Олександром Файнциммером в 1949 році за п'єсою Сергія Михалкова «Я хочу додому». У 1951 році за постановку цього фільму Олександр Файнциммер був удостоєний Сталінської премії третього ступеня.

## Сюжет
Радянські розвідники Добринін і Сорокін розшукують на території Західної Німеччини сирітський притулок з радянськими дітьми, що опинився під наглядом англійської розвідки і домагаються повернення дітей на батьківщину.

## У ролях
- Наталія Защипіна — Іра Соколова
- Леонід Котов — Саша Бутузов
- Павло Кадочников — підполковник Олексій Петрович Добринін
- Віра Марецька — мати Саши Бутузова
- Всеволод Санаєв — майор Всеволод Васильович Сорокін
- Лідія Смирнова — вихователька дитячого будинку Смайда
- Геннадій Юдін — шофер Курт
- Фаїна Раневська — господиня кафе фрау Вурст
- Володимир Соловйов — Упманіс
- Михайло Астангов — шеф притулку капітан Роберт Скотт
- Віктор Станіцин — полковник Барклі
- Олександр Хохлов — Кук
- Вергілій Ренін — капітан Джонсон
- Юдіф Глізер — журналістка Додж
- Варвара М'ясникова — жінка на аеродромі

## Знімальна група
- Постановка — Олександра Файнциммер, Володимира Легошин
- Автор сценарію — Сергій Михалков
- Головний оператор — Олександр Гінзбург
- Художник — Олександр Діхтяр
- Композитор — Арам Хачатурян
- Звукооператор — Дмитро Флянгольц
- Режисер — Володимир Герасимов
- Оператор — Георгій Гарибян
- Художник по костюмах — Зінаїда Свєшнікова
- Директор картини — Г. Харламов
- Оркестр Міністерства кінематографії СРСР
- Диригент — Григорій Гамбург